# والتر آننبرگ
والتر هوبرت آننبرگ (Walter Hubert Annenberg) (زادهٔ ۱۳ مارس ۱۹۰۸ – درگذشتهٔ اول اکتبر ۲۰۰۲)، بازرگان، سرمایه‌گذار، نوع‌دوست و دیپلمات آمریکایی بود. آننبرگ مالک و گردانندهٔ انتشارات مثلث که شامل تملک فیلادلفیلا اینکوایرر، TV گاید، دِیلی رِیسینگ فُرم و مجلهٔ سِوِنتین بود. ریچارد نیکسون، رئیس‌جمهور وقت ایالات متحده او را به‌عنوان سفیر ایالات متحده در بریتانیا منصوب نمود که از سال ۱۹۶۹ تا ۱۹۷۴ در آنجا فعالیت کرد.
آننبرگ در میلواکی دیده به جهان گشود و در نیویورک پرورش یافت. او به مدرسهٔ وارتون، دانشکدهٔ بازرگانی دانشگاه پنسیلوانیا رفت، هرچند تحصیل را رها کرد و به‌دنبال حرفه‌ای به‌عنوان بازرگان و سرمایه‌گذار بورس رفت. پدرش، موزس آننبرگ، به فرار مالیاتی محکوم شد و دو سال به زندان افتاد. در آن زمان، به‌دنبال درگذشت پدرش در سال ۱۹۴۲، آننبرگ کنترل شرکت این‌کوایرر را در اختیار گرفت و نفوذ و تملک خود را گسترش داد. او کسب‌وکار مجلهٔ خانوادگی را پُررونق کرد و آن را به بخش‌هایی از صنعت رسانه مانند رادیو و تلویزیون بسط داد.
آننبرگ در دورانی که سفیر ایالات متحده در انگلستان بود، رابطهٔ نزدیکی با ملکه الیزابت دوم و سایر اعضای خانوادهٔ سلطنتی ایجاد کرد. پس از چند اشتباه ناخواسته که در اوایل کار مرتکب شد، به‌خاطر اخلاق شغلی فداکارانه‌اش، سرگرمی‌های مجلل همسرش و هدایای شخصی برای حمایت از آرمان‌های میهن‌دوستانه‌اش نظیر مرمت کلیسای جامع سنت پل در لندن مورد تحسین قرار گرفت. او همچنین هزینهٔ بازسازی خانهٔ وینفیلد، محل زندگی سفیر آمریکا را پرداخت کرد.
آننبرگ در سال‌های پایانی زندگی، به یکی از برجسته‌ترین نیکوکاران ایالات متحده تبدیل شد. در سال ۱۹۸۸، او بنیاد آننبرگ را بنا نهاد و شخصاً بیش از ۲ میلیارد دلار به مؤسسات آموزشی و گالری‌های هنری، ازجمله دانشکدهٔ ارتباطات آننبرگ در هر دو بخش دانشگاه پنسیلوانیا و دانشکدهٔ ارتباطات و روزنامه‌نگاری آننبرگ USC در لس‌آنجلس کمک کرد. آننبرگ در سانی‌لندز، در ملک ۲۲۰ هکتاری خود در نزدیکی پالم اسپرینگز، کالیفرنیا، از خانوادهٔ سلطنتی، رؤسای جمهور و سایر افراد سرشناس پذیرایی می‌کرد. اکنون این مکان، یک موزه و مرکز تفریحی است که به ادارهٔ میراث آننبرگ اختصاص یافته‌است.

## اوایل زندگی
والتر آننبرگ در ۱۳ مارس ۱۹۰۸ در خانواده‌ای یهودی در میلواکی، ویسکانسین دیده به جهان گشود. او تنها فرزند سادی سسلیا نی فریدمن (زادهٔ ۱۸۷۹- درگذشتهٔ ۱۹۶۵) و موزس مو لوئیس آننبرگ بود که روزنامهٔ دِیلی رِیسینگ فُرم را منتشر می‌کرد و در سال ۱۹۳۶، دِ فیلادلفیا این‌کوایرر را خرید. آننبرگ از کودکی به لکنت زبان دچار بود.
او هفت خواهر به نام‌های دیانا آننبرگ (زادهٔ ۱۹۰۰ - درگذشتهٔ ۱۹۰۵)، ایستر «آی» آننبرگ سیمون لوی (زادهٔ ۱۹۰۱- درگذشتهٔ ۱۹۹۲)، جانت آننبرگ هوکر (زادهٔ ۱۹۰۴- درگذشتهٔ ۱۹۹۷)، انید آننبرگ هائوپت (زادهٔ ۱۹۰۶- درگذشتهٔ ۲۰۰۵)، لیتا آننبرگ هازن (زادهٔ ۱۹۰۹- درگذشتهٔ ۱۹۹۵)، اِولین آننبرگ جیف هال (زادهٔ ۱۹۱۱ درگذشتهٔ ۲۰۰۵) و هاریت بیتریس آننبرگ ایمز آرونسون (زادهٔ ۱۹۱۴- درگذشتهٔ ۱۹۶۹) داشت.
خانوادهٔ آننبرگ در سال ۱۹۲۰ به لانگ آیلند، نیویورک نقل‌مکان کردند، والتر به دبیرستان پدی در هایتستاون، نیوجرسی رفت و در سال ۱۹۲۷ از آنجا فارغ‌التحصیل شد. او تحصیل در دانشکدهٔ وارتون در دانشگاه پنسیلوانیا را رها کرد و هرگز مدرک کالج دریافت نکرد. آننبرگ در دوران تحصیل در کالج، عضو زتا بتا تائو بود که یک انجمن برادری سنتی یهودی بود.
آننبرگ به‌شدت تحت‌تأثیر اتهامات فرار مالیاتی و دیگر رسوایی‌های مربوط به پدرش در دههٔ ۱۹۳۰ بود. بخش مهمی از زندگی او در بزرگسالی صرف احیای آبروی خانوادگی با انجام اقدام‌های بشردوستانه و خدمات عام‌المنفعه شد.

## حرفه‌ای تجاری
آننبرگ پس از درگذشت پدرش در سال ۱۹۴۲، کسب‌وکار خانوادگی را برعهده گرفت و از میان چندین نفر از اعضای خانواده که ناکام مانده بودند، او توانست به موفقیت دست یابد. آننبرگ چندین رسانهٔ نوشتاری و نیز شبکهٔ رادیو و تلویزیونی را خرید که به موفقیت بزرگی انجامید. یکی از موفقیت‌های بارز او، راه‌اندازی تی‌وی گاید در سال ۱۹۵۲ بود که آن را برخلاف توصیهٔ مشاوران مالی‌اش آغاز کرد. او همچنین هفده مجله پایه‌گذاری کرد. تی‌وی گاید در دههٔ ۱۹۷۰، ۶۰۰۰۰۰ تا ۱۰۰۰۰۰۰ دلار در هفته درآمد داشت.
درحالی‌که آننبرگ امپراتوری انتشارات خود را در قالب کسب‌وکار اداره می‌کرد، از بهره‌مندی از آن برای اهداف سیاسی خود واهمه‌ای نداشت. یکی از نشریات او، دِ فیلادلفیا این‌کوایرر، در رهایی فیلادلفیا از شرِ حاکمیت شهری عمدتاً فاسدش در سال ۱۹۴۹، تأثیرگذار بود. این نشریه پس از جنگ جهانی دوم کارزاری برای طرح مارشال به راه انداخت و در دههٔ ۱۹۵۰ به مک‌کارتیسم حمله کرد.
در سال ۱۹۶۶، آننبرگ از این‌کوایرر برای تشکیک در نامزدی میلتون شاپ دموکرات برای فرمانداری پنسیلوانیا بهره برد. شاپ از پیشنهاد ادغام راه‌آهن پنسیلوانیا با راه‌آهن مرکزی نیویورک به‌شدت انتقاد کرد و کمیسیون بازرگانی بین ایالتی آمریکا را در تنگنا گذاشت تا از وقوع آن جلوگیری کند. آننبرگ، به‌عنوان بزرگ‌ترین سهام‌دار راه‌آهن پنسیلوانیا، به‌دنبال ادغام این پروژه بود (که به این مهم هم نائل آمد) و از مخالفت با شاپ مستأصل شد. در یک کنفرانس مطبوعاتی، یکی از خبرنگاران این‌کوایرر از شاپ پرسید که او تابه‌حال در تیمارستانی بستری بوده‌است؟ شاپ که سابقهٔ چنین بستری‌شدنی را نداشت، به گفتن «نه» بسنده کرد. روز بعد، این‌کوایرر در صفحهٔ اول خود، در یک تیتر پنج ستونی نوشت: «انکار شاپ درخصوص بستری‌شدن در تیمارستان». شاپ و چند نفر دیگر، باخت در کارزار انتخاباتی را به روزنامهٔ آننبرگ نسبت می‌دادند.

## بشردوستی و اواخر زندگی
حتی زمانی که آننبرگ بازرگانی فعال بود، به خدمات عام‌المنفعه علاقه داشت. در سال ۱۹۵۳، او به یکی از متولیان مؤسس بورسیهٔ آیزنهاور بدل شد. پس از این‌که ریچارد ام. نیکسون به ریاست‌جمهوری رسید، آننبرگ را در مقام سفیر در دادگاه سنت جیمز در بریتانیا منصوب کرد. در سال ۱۹۶۹، آننبرگ به‌دنبال فشاری که پس از جنجال شاپ به او وارد شد، این‌کوایرر، فیلادلفیا و دیلی نیوز را که در سال ۱۹۵۷ خریده بود، به مبلغ ۵۵ میلیون دلار به روزنامهٔ نایت (Knight) فروخت. او پس از انتصاب در مقام سفیر، در بریتانیا بسیار محبوب شد و در ۲۶ نوامبر ۱۹۶۹ به‌عنوان قاضی افتخاری معبد میانه انتخاب شد و در سال ۱۹۷۶ به‌عنوان شوالیه فرمانده افتخاری نشان امپراتوری بریتانیا (KBE) را دریافت کرد.
آننبرگ سبک زندگی باشکوهی داشت. املاک زمستانی او در سانی‌لندز در رانچو میراژ، کالیفرنیا (نزدیک پالم اسپرینگز)، میزبان دورهمی‌هایی با حضور افرادی مانند رونالد ریگان رئیس‌جمهور وقت ایالات متحده و نانسی ریگان، بانوی اول، ملکه الیزابت دوم، فرانک سیناترا، باب هوپ، بینگ کراسبی، چارلز، شاهزاده ولز و خانوادهٔ محمدرضا پهلوی بود. او ریگان، رئیس‌جمهور وقت ایالات متحده را به مارگارت تاچر، نخست‌وزیر بریتانیا معرفی کرد و خانوادهٔ ریگان اغلب شب سال نو را با خانوادهٔ آننبرگ جشن می‌گرفتند. رونالد ریگان در اوایل سال ۱۹۸۱ لئونور آننبرگ را رئیس تشریفات وزارت امور خارجه منصوب کرد. سانی‌لندز ۴۰۰ جریب (۱٫۶ کیلومتر مربع) زمین را در بر می‌گیرد که در قطعه‌ای ۶۵۰ هکتاری (۲٫۶ کیلومتر مربع) محصور شده و با دیواری گچ‌بری‌شده در گوشهٔ شمال‌غربی فرانک سیناترا درایو و باب هوپ درایو احاطه شده‌است. این ملک یک زمین گلف در دل خود جای داده‌است. از این املاک همچنان برای جلسه‌ها و استراحت افراد برجسته استفاده می‌شود.
آننبرگ دانشکدهٔ ارتباطات آننبرگ را در دانشگاه پنسیلوانیا و دانشکدهٔ ارتباطات و روزنامه‌نگاری را در دانشگاه کالیفرنیای جنوبی تأسیس کرد. در سال ۱۹۹۳، او یک چک ۱۰۰ میلیون دلاری را به مدرسهٔ پدی اهدا کرد که با احتساب تورم بزرگ‌ترین کمک مالی تاکنون به یک مدرسه بوده‌است. آننبرگ به قهرمان تلویزیونی ملی بدل شد و جوایز بسیاری را دریافت کرد. از جملهٔ این دستاوردها می‌توان به جایزهٔ لوح طلایی آکادمی دستاوردهای آمریکا در سال ۱۹۸۵،‏ مدال آزادی ریاست‌جمهوری از رئیس‌جمهور ریگان در سال ۱۹۸۶، مدال لینوس پاولینگ برای بشردوستی، مدال آیزنهاور برای پیشگامی و خدمات در سال ۱۹۸۸و نشان شوالیه گرگوری کبیر در سال ۱۹۹۸ اشاره کرد. وانگهی، او به‌عنوان افسر لژیون افتخار فرانسه معرفی شد.
در اوایل دههٔ ۱۹۸۰، آننبرگ مرکز علوم بهداشتی آننبرگ را در آیزنهاور در رانچو میراژ، کالیفرنیا پایه‌گذاری کرد. در اواسط دههٔ ۱۹۸۰، او بورسیهٔ تحصیلی آننبرگ را در کالج اتون ایجاد کرد که بورسیه‌ای یک‌ساله برای یک فارغ‌التحصیل ارشد کالج ایالات متحده (که از فهرست چرخشی دانشگاه‌های ایالات متحده ازجمله دوک، هاروارد، پن، پرینستون، ییل و غیره انتخاب می‌شود) است تا یک‌سال را به تدریس و فعالیت در جایگاه سفیر فرهنگی در مدرسهٔ پسرانهٔ معروف بریتانیا بگذراند. در سال ۱۹۸۹، او بنیاد آننبرگ را بنیان نهاد و در سال ۱۹۹۳ چالش آننبرگ را راه‌اندازی کرد که یک اقدام اصلاحی پنج‌سالهٔ ۵۰۰ میلیون دلاری و بزرگ‌ترین هدیه‌ای است که تاکنون به آموزش همگانی ایالات متحده اعطا شده‌است. در سال ۱۹۹۳، او و همسرش لئونور، مدال ملی هنر را دریافت کردند. در سال ۱۹۹۵، آننبرگ به‌عنوان عضو آکادمی هنر و علوم آمریکا برگزیده شد.
در سال ۱۹۸۸، او انتشارات مثلث (تی‌وی گاید، دیلی رِیسینگ فُرم و چند نشریهٔ دیگر) را به مبلغ ۳ میلیارد دلار (که قیمت رسانه‌ای بی‌سابقه در آن زمان به‌شمار می‌رفت) به روپرت مرداک، غول انتشاراتی استرالیایی فروخت و اعلام کرد زندگی خود را وقف بشردوستی خواهد کرد.
بر اساس تخمین‌ها، آننبرگ در طول زندگی خود بیش از ۲ میلیارد دلار را صرف فعالیت‌های بشردوستانه کرده‌است. او زمانی گفت که «آموزش… تمدن را در کنار هم نگه می‌دارد». بسیاری از ساختمان‌های مدارس، کتابخانه‌ها، تئاترها، بیمارستان‌ها و موزه‌ها در سراسر ایالات متحده اکنون به نام او خوانده می‌شوند. کلکسیون هنر امپرسیونیست فرانسوی او در سال ۱۹۹۱ تقریباً یک میلیارد دلار ارزش داشت و پس از مرگش در سال ۲۰۰۲، به موزهٔ هنر متروپولیتن نیویورک اهدا شد. در سال ۱۹۹۰، او ۵۰ میلیون دلار به صندوق کالج متحد سیاهان اهدا کرد، این بیشترین مبلغی است که تابه‌حال به این سازمان کمک شده‌است. او همچنین عضو شورای مؤسسان، مؤسسهٔ آمریکایی روترمر در دانشگاه آکسفورد بود که به جمع‌آوری کمک‌های مالی برای ساختمان و کتاب‌خانهٔ مؤسسه کمک کرد.
در سال ۱۹۸۳، آننبرگ به‌عنوان شخصیت سال پیشگامان رسانه‌ای فیلادلفیا انتخاب شد و در سال ۱۹۹۲ به تالار مشاهیر پیشگامان رسانه‌ای فیلادلفیا راه یافت.
در سال ۱۹۹۵، او جایزهٔ اس. راجر هورچاو را به پاس بهترین خدمات عام‌المنفعه به دست یک شهروند خصوصی دریافت کرد که یکی از جوایز جفرسون برای خدمات عام‌المنفعه است که سالانه از سوی مؤسسهٔ آمریکایی خدمات عام‌المنفعه اهدا می‌شود.
فضای عکاسی آننبرگ که هم به تصاویر دیجیتال و هم به عکاسی چاپی اختصاص دارد، در سال ۲۰۰۹ از سوی بنیاد آننبرگ و متولیان آن در «شهر قرن» لس‌آنجلس افتتاح شد. اولین نمایشگاه، آثاری از جان بالدساری، کاترین اوپی، داگلاس کرکلند، جولیوس شولمن، لورن گرینفیلد و کارولین کول را به نمایش می‌گذاشت.

## زندگی شخصی
آننبرگ در سال ۱۹۳۹ با برنیس ورونیکا دانکلمن ازدواج کرد. برنیس در خانواده‌ای یهودی در کانادا بزرگ شد. او دختر دیوید دانکلمن، بازرگان کانادایی بود که به تولید عمدهٔ کت و شلوارهای ارزان‌قیمت و فروش آن‌ها به قیمت ۱۴ دلار در ۶۵ فروشگاه زنجیره‌ای خرده‌فروشی خود معروف بود. آن‌ها پس از یازده سال زندگی مشترک، در سال ۱۹۵۰ از هم جدا شدند. دانکلمن و آننبرگ در زمان ازدواج صاحب دو فرزند شدند: یک دختر به نام والیس و یک پسر به نام راجر. راجر در سال ۱۹۶۲ خودکشی کرد. دانشگاه هاروارد که زمانی راجر در آنجا دانشجو بود، برای بزرگداشت مرگ او، اکنون سالنی به نام راجر آننبرگ دارد که به افتخار او نام‌گذاری شده‌است.
در سال ۱۹۵۱، آننبرگ با لئونور «لی» کوهن ازدواج کرد. لی خواهرزادهٔ هری کوهن، بنیان‌گذار و رئیس کلمبیا پیکچرز بود. با آن‌که لی یهودی بود، همسر عمویش او را بزرگ کرد و به یک عالم مسیحی بدل شد. به‌رغم این‌که اعضای خانوادهٔ آننبرگ در خانواده‌های یهودی متولد شده بودند، به آئین‌های یهودیت پایبند نبودند. آن‌ها همواره عید پاک و کریسمس را با خانواده و دوستان جشن می‌گرفتند.

## درگذشت
در اول اکتبر سال ۲۰۰۲، آننبرگ بر اثر عوارض ذات‌الریه در خانهٔ خود در وین وود، پنسیلوانیا، درگذشت. او در زمان درگذشت، ۹۴ سال سن داشت. بازماندهٔ او از همسرش، لئونور (زاده‌ی۲۰ فوریه ۱۹۱۸ – درگذشتهٔ ۱۲ مارس ۲۰۰۹)، دخترش، والیس؛ و دو خواهرش، انید ای. هائوپت و اِولین هال بودند. با احتساب دختران همسرش از دو ازدواج اولش (دایان دشونگ و الیزابت کابلر)، او هفت نوه و شش نتیجه از خود به جای گذاشت.